# Sade (zespół muzyczny)
Sade – angielski zespół założony w 1982 roku w Londynie. Troje z jego członków pochodzi z Kingston upon Hull w East Riding of Yorkshire. Nazwa formacji pochodzi od imienia wokalistki Sade Adu. Muzyka grupy zawiera elementy takich gatunków, jak soul, R&B, jazz i soft rock.

## Historia
Debiutancki album Sade, zatytułowany Diamond Life, ukazał się w 1984 roku. Wydawnictwo dotarło do 2. miejsca UK Albums Chart, sprzedając się w nakładzie 1,2 mln egzemplarzy. W 1985 roku nagrania zostały także wyróżnione nagrodą brytyjskiego przemysłu fonograficznego Brit Awards w kategorii Best British Album. Album odniósł ponadto sukces międzynarodowy, plasując się na 1. miejscu list przebojów w Niemczech, Szwajcarii i Holandii, a także 5. miejscu Billboard 200 w Stanach Zjednoczonych, sprzedając się w nakładzie 4 mln egzemplarzy.
Pod koniec 1985 roku ukazał się drugi album formacji zatytułowany Promise. Produkcja trafiła na szczyt list przebojów w Wielkiej Brytanii i Stanach Zjednoczonych. Płyta uzyskała status dwukrotnie platynowej w ojczyźnie grupy oraz czterokrotnie platynowej w USA. Rok później zespół otrzymał nagrodę Grammy w kategorii Best New Artist. Trzecia płyta grupy pt. Stronger Than Pride ukazała się w 1988 roku. Wydawnictwo uplasowało się na 7. miejscu listy Billboard 200 oraz 3. miejscu UK Albums Chart. Tylko w Stanach Zjednoczonych płyta znalazła 3 mln nabywców, zyskując status trzykrotnie platynowej.
W 1992 roku do sprzedaży trafił czwarty album Sade zatytułowany Love Deluxe. Największy sukces materiał odniósł w USA, zyskując status czterokrotnie platynowej. Z mniejszym zainteresowaniem płyta spotkała się w Wielkiej Brytanii, gdzie otrzymała status złotej. Wydawnictwo uzyskało ponadto m.in. nominację do nagrody Soul Train Music Awards w kategorii Best R&B/Soul Album, Female. Płyta była promowana podczas trasy Love Deluxe World Tour, która została udokumentowała zapisem wideo pt. Live, który ukazał się w 1994 roku na kasecie VHS.
Piąty album formacji pt. Lovers Rock ukazał się w 2000 roku. Nagrania uplasowały się na 18. miejscu brytyjskiej listy przebojów, co było najgorszym wynikiem w historii działalności zespołu. Jednakże płyta uzyskała status platynowej w Wielkiej Brytanii. Z kolei w Stanach Zjednoczonych nagrania dotarły do 3. miejsca tamtejszej listy przebojów. W ramach promocji grupa odbyła w USA trasę Lovers Rock Tour, udokumentowaną na wydawnictwie Lovers Live z 2002 roku.
W 2010 roku został wydany szósty album Sade zatytułowany Soldier of Love. Wydawnictwo odniosło sukces komercyjny, uzyskując m.in. status platynowej płyty w USA i Kanadzie oraz diamentowej w Polsce. Nagrania były promowane podczas międzynarodowej trasy koncertowej Sade Live, która objęła Europę, Azję, Australię oraz Amerykę Północną i Południową. W podsumowaniu magazynu „Billboard” tournée znalazło się na 4. miejscu zestawienia Top 25 Tours 2011 z przychodem przekraczającym 50 mln USD.

## Dyskografia
Albumy studyjne
| 1984                       | Diamond Life - Data: 21 lipca 1984 - Wydawca: Epic Records      | 5 | 7  | 2  | 1  | 1  | 1  | –  | – | 1  | - USA: 4x platynowa płyta - UK: 4x platynowa płyta - CAN: 2x platynowa płyta                     |
| 1985                       | Promise - Data: 9 listopada 1985 - Wydawca: Epic Records        | 1 | –  | 1  | 2  | 6  | 3  | –  | – | 1  | - USA: 4x platynowa płyta - CAN: 2x platynowa płyta                                              |
| 1988                       | Stronger Than Pride - Data: 8 maja 1988 - Wydawca: Epic Records | 7 | –  | 3  | 4  | 6  | 8  | 18 | – | 1  | - USA: 3x platynowa płyta - UK: 2x platynowa płyta - CAN: platynowa płyta                        |
| 1992                       | Love Deluxe - Data: 1 listopada 1992 - Wydawca: Epic Records    | 3 | –  | 10 | 14 | 11 | 5  | 13 | – | 10 | - USA: 4x platynowa płyta - CAN: 2x platynowa płyta - UK: złota płyta                            |
| 2000                       | Lovers Rock - Data: 14 listopada 2000 - Wydawca: Epic Records   | 3 | 13 | 18 | 4  | 40 | 26 | 28 | 4 | 20 | - USA: 3x platynowa płyta - CAN: 2x platynowa płyta - UK: platynowa płyta - POL: platynowa płyta |
| 2010                       | Soldier of Love - Data: 8 lutego 2010 - Wydawca: Sony Music     | 1 | 1  | 4  | 2  | 2  | 3  | 4  | 1 | 2  | - USA: platynowa płyta - CAN: platynowa płyta - UK: złota płyta - POL: diamentowa płyta          |
| „–” album nie był notowany |                                                                 |   |    |    |    |    |    |    |   |    |                                                                                                  |

Kompilacje
| 1994                       | The Best of Sade - Data: 12 listopada 1994 - Wydawca: Epic Records  | 9 | 6 | 15 | 9  | 5  | 23 | –  | 21 | - USA: 4x platynowa płyta - UK: 2x platynowa płyta - CAN: platynowa płyta |
| 2011                       | The Ultimate Collection - Data: 3 maja 2011 - Wydawca: Epic Records | 7 | 8 | 17 | 22 | 21 | 35 | 23 | 12 | - POL: 4x platynowa płyta                                                 |
| „–” album nie był notowany |                                                                     |   |   |    |    |    |    |    |    |                                                                           |

Albumy koncertowe
| 2002                       | Lovers Live - Data: 5 lutego 2002 - Wydawca: Epic Records             | 10 | 51 | 41 | 40 | 36 | 43 | - USA: złota płyta |
| 2012                       | Bring Me Home: Live 2011 - Data: 22 maja 2012 - Wydawca: Epic Records | –  | –  | 15 | –  | –  | –  |                    |
| „–” album nie był notowany |                                                                       |    |    |    |    |    |    |                    |

## Wideografia
| 1993                       | Life Promise Pride Love - Data: 25 sierpnia 1993 - Wydawca: Epic Records  | – | - USA: platynowa płyta        |
| 1994                       | Live Concert Home Video - Data: 22 listopada 1994 - Wydawca: Epic Records | – | - USA: 2x platynowa płyta     |
| 2002                       | Lovers Live - Data: 5 lutego 2002 - Wydawca: Epic Records                 | 1 | - USA: platynowa płyta        |
| 2012                       | Bring Me Home: Live 2011 - Data: 22 maja 2012 - Wydawca: RCA Records      | 1 | - POL: 2x platynowa płyta DVD |
| „–” album nie był notowany |                                                                           |   |                               |

## Teledyski
| Rok  | Tytuł                              | Reżyseria     | Album                   |
| ---- | ---------------------------------- | ------------- | ----------------------- |
| 1984 | „Your Love is King”                | Jack Semmens  | Diamond Life            |
| 1984 | „Smooth Operator”                  | Julien Temple | Diamond Life            |
| 1984 | „Hang On to Your Love”             | Brian Ward    | Diamond Life            |
| 1984 | „When am I Going to Make a Living” | Stuart Orme   | Diamond Life            |
| 1985 | „Never as Good as the First Time”  | Brian Ward    | Promise                 |
| 1985 | „The Sweetest Taboo”               | Brian Ward    | Promise                 |
| 1985 | „Is it a Crime”                    | Brian Ward    | Promise                 |
| 1988 | „Paradise”                         | Alex McDowell | Stronger Than Pride     |
| 1988 | „Nothing Can Come Between Us”      | Sophie Muller | Stronger Than Pride     |
| 1988 | „Turn My Back on You”              | Sophie Muller | Stronger Than Pride     |
| 1988 | „Love is Stronger Than Pride”      | Sophie Muller | Stronger Than Pride     |
| 1992 | „No Ordinary Love”                 | Sophie Muller | Love Deluxe             |
| 1992 | „Cherish the Day”                  | Albert Watson | Love Deluxe             |
| 1992 | „Kiss of Life”                     | Albert Watson | Love Deluxe             |
| 1992 | „Feel No Pain”                     | Albert Watson | Love Deluxe             |
| 2000 | „By Your Side”                     | Sophie Muller | Lovers Rock             |
| 2000 | „King of Sorrow”                   | Sophie Muller | Lovers Rock             |
| 2010 | „Soldier of Love”                  | Sophie Muller | Soldier of Love         |
| 2010 | „Babyfather”                       | Sophie Muller | Soldier of Love         |
| 2011 | „Love is Found”                    | Sophie Muller | The Ultimate Collection |

## Nagrody i wyróżnienia
| Rok  | Kategoria                                          | Tytułem                          | Nagroda     | Nota      | Źródło |
| ---- | -------------------------------------------------- | -------------------------------- | ----------- | --------- | ------ |
| 1985 | British Album                                      | Diamond Life                     | Brit Awards | Laur      | [ 3 ]  |
| 1986 | Best New Artist                                    | Sade                             | Grammy      | Laur      | [ 5 ]  |
| 1987 | Best R&B Performance by a Duo or Group with Vocals | Promise                          | Grammy      | Nominacja | [ 26 ] |
| 1994 | Best R&B Performance by a Duo or Group with Vocals | „No Ordinary Love”               | Grammy      | Laur      | [ 11 ] |
| 1995 | Best R&B Performance by a Duo or Group with Vocals | „Please Send Me Someone to Love” | Grammy      | Nominacja | [ 27 ] |
| 2001 | British Female Solo Artist                         | Sade                             | Brit Awards | Nominacja | [ 28 ] |
| 2002 | Best Female Pop Vocal Performance                  | „By Your Side”                   | Grammy      | Nominacja | [ 29 ] |
| 2002 | Best Pop Vocal Album                               | Lovers Rock                      | Grammy      | Nominacja | [ 30 ] |
| 2002 | British Female Solo Artist                         | Sade                             | Brit Awards | Nominacja | [ 31 ] |
| 2010 | BRITs Album of 30 Years                            | Diamond Life                     | Brit Awards | Nominacja | [ 32 ] |
| 2011 | Best Pop Performance by a Duo or Group with Vocals | „Babyfather”                     | Grammy      | Nominacja | [ 33 ] |
| 2011 | Best R&B Performance by a Duo or Group with Vocals | „Soldier of Love”                | Grammy      | Laur      | [ 34 ] |
| 2013 | Best Long Form Music Video                         | Bring Me Home: Live 2011         | Grammy      | Nominacja | [ 35 ] |